# Яковець Володимир Миколайович

Володимир Яковець

Яковець Володимир Миколайович (нар. 14 жовтня 1960 року, Черкаси, Черкаська область) – український художник, куратор та викладач. Член Національної спілки художників України з 1990 року. Представник Нової хвилі. Окрім живопису, практикує енвайронмент, ленд-арт. Тяжіє до мультидисциплінарності, медіа-арту.

## Біографія
Народився у місті Черкаси у 1960 році.1976 року закінчив загальноосвітню школу № 15. З 1970 по 1976 рік навчався у художній студії Олександра Кокори у Черкасах. З 1976 до 1980 року навчався в Ужгородському училищі прикладного мистецтва. З 1983 року викладає у Черкаськiй дитячій художній школі імені Данила Нарбута. Член Національної спілки художників України з 1990 року. У 2006 році організував (разом з Г. Вишеславським та А. Алабіною) арт-групу «Контра Банда».